# Giáo phận Suwon
Tọa lạc trên diện tích 5,565 km2, lãnh thổ giáo phận Suwon bao gồm nhiều thành phố gồm: một phần thành phố Ansan, Anseong, Anyang, Gunpo, Gwacheon, Gwangju, Gwangmyeong, Hanam, Hwaseong, Icheon, Osan, Pyeongtaek, Seongnam, một phần thành phố Siheung, Suwon, Uiwang, Yongin, một số khu vực ngoại thành như Yangpyeong, và Yeoju. Tất cả đều năm ở khu vưc phía nam của tỉnh Gyeonggi-do.
Giáo phận Suwon được tách ra từ tổng giáo phận Seoul vào ngày 07 tháng 10 năm 1963 như là một phần lân cận của giáo phận thủ đô Seoul. Tại thời điểm đó, giáo phận chỉ có 24 giáo xứ, với vỏn vẹn 28 linh mục cùng 42,500 tín hữu. Cho đến cuối năm 2004 số giáo xứ đã tăng lên 163 và có 662,614 tín hữu, giáo phận Suwon đã trở thành giáo phận lớn thứ 2 Hàn Quốc về số lượng tín hữu. Giáo phận có nhiều đền thờ, bao gồm Chonjinam, nơi khởi nguồn của giáo hội Công giáo Hàn Quốc và đền thờ Mirinae có phần mộ của các linh mục Hàn Quốc đầu tiên thánh Kim Tae-gon. Tất cả đều là những nơi khời nguồn cho niềm tự hào và cũng là cái nôi của người tín hữu Hàn Quốc.
Thành phố Suwon là thủ phủ của tỉnh Gyeonggi với các địa ranh nổi tiếng thành cổ Hwaseong (pháo đài Hwaseong), nơi  đã được chứng nhận là di sản của nhân loại bởi Tổ chức Giáo dục, Khoa học và Văn hoá Liên Hợp Quốc (UNESCO).  Giáo phận Suwon bao gồm nhiều khu vực thành thị xung quanh thủ đô Seoul. Các thành phố mới và làng mạc được xây dựng với tốc độ gia tăng dân số nhanh.

## Dân số
Vào cuối năm 2017 dân số của giáo phận Suwon cỡ khoảng 8,133,304 người, chiếm khoảng 13,5% dân số của các nước, đa số người dân là người dân tộc Hàn Quốc.

## Ngôn ngữ
Ngôn ngữ chuẩn Hàn Quốc được sử dụng rộng rãi, tiếng anh một môn học bắt buộc ở các cấp học có thể nói và hiểu ở các doanh nghiệm và khu vục đông khách du lich. Tất các các biển báo giao thông đều sử dụng chủ yếu hai ngôn ngữ này.

## Đấng bản quyền của giáo phận
Đức Cha: Mátthia Ri Iong-hoon hiện là giám mục chính tòa của giáo phận, ngài sinh ngày 13 tháng 9 năm 1951 tại Hwaseong. Chịu chức linh mục ngày 6 tháng 3 năm 1979 và được chọn làm giám mục phụ tá của giáo phận vào ngày 7 tháng 3 năm 2003. Thánh lễ tấn phong được cử hành vào ngày 14 tháng 5 năm 2003. Ngài được chọn làm giám mục phó vào ngày 10 tháng 10 năm 2008 và trở thành giám mục của giáo phận từ ngày 30 tháng 3 năm 2009 cho đến nay. Giám mục Ri là chủ tịch của ủy ban giáo dục, và là thành viên của ủy ban các vấn đề xã hội trực thuộc hội đồng giám mục Hàn Quốc.